# Blachownia (gmina)
Blachownia (daw. gmina Ostrowy) – gmina miejsko-wiejska w Polsce w województwie śląskim, w powiecie częstochowskim. W latach 1975–1998 gmina administracyjnie należała do województwa częstochowskiego.
Siedziba gminy to Blachownia.
Według danych z 30 czerwca 2004 gminę zamieszkiwały 13 383 osoby.

## Struktura powierzchni
Według danych z roku 2002 gmina Blachownia ma obszar 67,21 km², w tym:
- użytki rolne: 34%
- użytki leśne: 55%

Gmina stanowi 4,42% powierzchni powiatu.

## Demografia

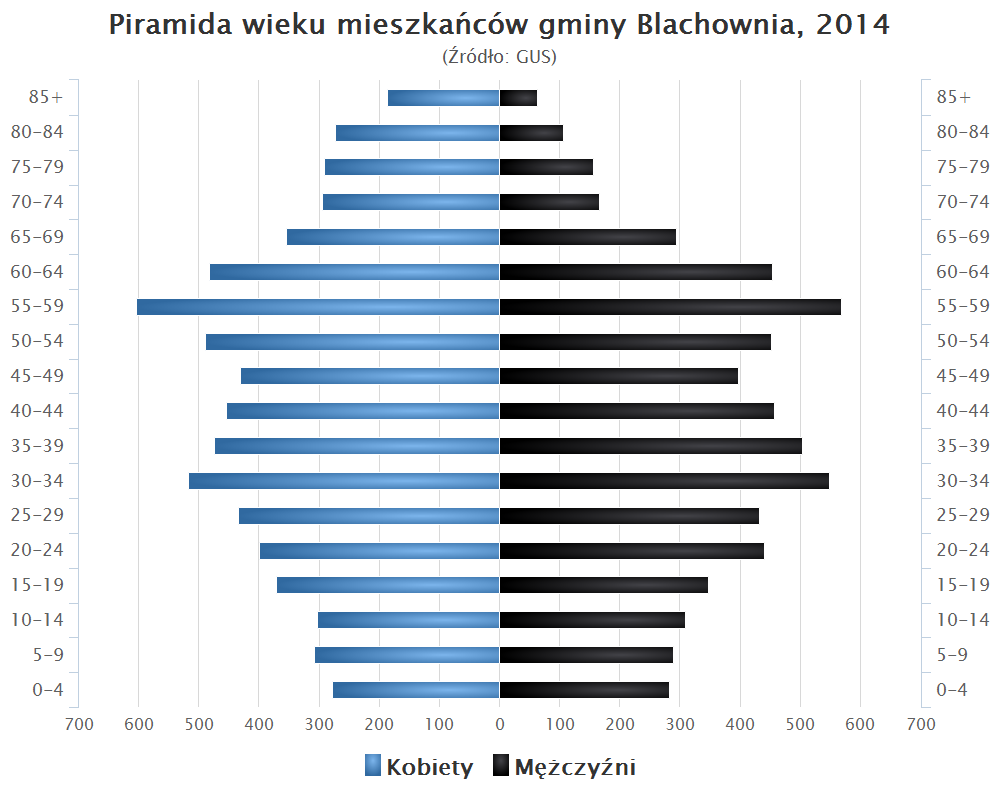
Piramida wieku mieszkańców gminy Blachownia w 2014 roku

Dane z 30 czerwca 2004:
| Opis                              | Ogółem | Ogółem | Kobiety | Kobiety | Mężczyźni | Mężczyźni |
| --------------------------------- | ------ | ------ | ------- | ------- | --------- | --------- |
| jednostka                         | osób   | %      | osób    | %       | osób      | %         |
| populacja                         | 13 383 | 100    | 7103    | 53,1    | 6280      | 46,9      |
| gęstość zaludnienia (mieszk./km²) | 199,1  | 199,1  | 105,7   | 105,7   | 93,4      | 93,4      |

## Sołectwa
Cisie, Gorzelnia (sołectwa: Nowa Gorzelnia i Stara Gorzelnia), Kolonia Łojki, Konradów, Łojki, Wyrazów.
Pozostałe miejscowości: Cisie (zniesiona osada), Kierzek-Gajówka.

## Sąsiednie gminy
Częstochowa, Herby, Konopiska, Wręczyca Wielka